# Arizona elegans
Pour les articles homonymes, voir Arizona (homonymie).
Genre
Espèce
Synonymes
- Pityophis elegans Cope, 1886
- Rhinechis elegans (Cope, 1886)
- Coluber arizonae Boulenger, 1894
- Arizona occidentalis Blanchard, 1924
- Arizona elegans expolita Klauber, 1946
- Arizona elegans blanchardi Klauber, 1946
- Arizona elegans australis Williams, Chrapliwy & Smith, 1961

Statut de conservation UICN

 LC  : Préoccupation mineure
Arizona elegans, unique représentant du genre Arizona, est une espèce de serpents de la famille des Colubridae.

## Description
Arizona elegans mesure entre 75 et 130 cm. Sa tête est pointue. Cette espèce peut présenter une large palette de couleurs et motifs. Ce sont des animaux nocturnes non venimeux, qui chassent de petits mammifères et lézards.

## Comportement

### Alimentation
Cette espèce se nourrit de lézards, de petits rongeurs et parfois de petits serpents ou d'oiseaux. Ce serpent a été observé en train de tuer sa proie occasionnellement par constriction ou en l'écrasant contre une surface. Les petites proies peu mobiles sont parfois avalées vivantes.

### Reproduction
C'est un serpent ovipare, qui se reproduit à la fin du printemps. Les femelles pondent de 10 à 20 œufs en moyenne, et les petits font environ 25 cm à la naissance (taille variable selon les sous-espèces). 
Les petits sortent de leur œuf environ 72 jours plus tard.

## Distribution et habitat
Cette espèce se rencontre :
- dans le sud des États-Unis dans les États d'Arizona, de Californie, dans l'Est du Colorado, dans l'Ouest du Kansas, dans le Sud du Nevada, en Oklahoma et au Texas) ;
- dans le nord du Mexique dans les États d'Aguascalientes, de Basse-Californie, de Chihuahua, du Coahuila, de Durango, du Nuevo León, du Sinaloa, du Sonora et du Tamaulipas.

Arizona elegans vit dans les zones herbeuses plutôt sèches.

## Liste des sous-espèces
Selon The Reptile Database (22 janvier 2014) :
- Arizona elegans arenicola Dixon, 1960 ;
- Arizona elegans candida Klauber, 1946 ;
- Arizona elegans eburnata Klauber, 1946 ;
- Arizona elegans elegans Kennicott, 1859 ;
- Arizona elegans noctivaga Klauber, 1946 ;
- Arizona elegans occidentalis Blanchard, 1924 ;
- Arizona elegans expolita Klauber, 1946;
- Arizona elegans philipi Klauber, 1946.

Le statut de ces sous-espèces est discuté. Pour certains auteurs, comme Collins, Arizona elegans occidentalis devrait être considérée comme une espèce à part entière (sous le nom de Arizona occidentalis) et certaines sous-espèces attribuées à Arizona elegans devraient lui être rattachées.

## Publications originales
- Kennicott in Baird, 1859 : Report on the United States and Mexican boundary survey, vol. 2 Reptiles and Fish, p. 1-85 (texte intégral).
- Blanchard, 1924 : A new snake of the genus Arizona. Occasional Papers of the Museum of Zoology, University of Michigan, vol. 150, p. 1-3 (texte intégral).
- Klauber, 1946 : The glossy snake, Arizona, with descriptions of new subspecies. Transactions of the San Diego Society of Natural History, vol. 10, no 17, p. 311-398 (texte intégral).
- Dixon, 1960 : Arizona elegans in southeastern Texas, Herpetologica, vol. 15, p. 72.